# CartaCapital
CartaCapital est un magazine hebdomadaire brésilien fondé en 1994 par Mino Carta.
Parmi ses contributeurs, passés ou présents, on compte Paul Krugman et Djamila Ribeiro.